# Epidendrum orchidiflorum
Epidendrum orchidiflorum là một loài thực vật có hoa trong họ Lan. Loài này được Salzm. ex Lindl. mô tả khoa học đầu tiên năm 1831.